# 흥덕구역
흥덕구역(興德區域)은 함흥시의 행정구역 중 하나이다.

## 상세
원래는 흥남시 북부 지역이었으며, 1960년 함흥시가 개편될 때 본궁구역이라는 이름을 갖고 있었으나 흥덕동의 이름을 따서 개편되었다. 사포공업대학, 2.8비날론련합기업소 등이 이곳에 소재한다. 일부 재한 일본인의 묘지가 이곳에 위치한다.

## 연혁
- 1960년 본궁구역 설치
- 2005년 흥덕구역 신설

## 같이 보기
- 함흥시
- 흥남시
- 함경남도